# Philip Siegel
Philip Siegel (* 1965 in Köln) ist ein deutscher Journalist mit Schwerpunkt im Bereich des Fernsehens.

## Tätigkeit als Journalist und Autor
1982 gründete er noch als 17-jähriger Schüler zusammen mit Milan Pavlovic die Filmzeitschrift steadycam.
Siegel arbeitet seit etwa 1990 als Journalist, zunächst als freier Mitarbeiter für den WDR Köln, dann ab 1996 als Redakteur und Autor für das politische Magazin Monitor. 2003 wechselte er als Redakteur, Autor und Chef vom Dienst zum ebenfalls beim WDR angesiedelten ARD-Morgenmagazin. Seit 2000 gibt er nebenberuflich für die ARD/ZDF-Medienakademie regelmäßig Seminare.
Für sein Buch über Porno in Deutschland – Reise durch ein unbekanntes Land unternahm Siegel mit Unterbrechungen eine einjährige Recherchereise. Er hat sich gründlich in der Porno-Branche umgesehen. Nachdem die großen Verlage sein Buchprojekt abgelehnt hatten, brachte der Münchener Kleinverlag Belleville (siehe Michael Farin) das Buch heraus, das mit Backstage-Farbfotos ausgestattet ist. In der Talkshow Markus Lanz sprach Siegel im Juni 2011 über das Buch und seine Recherche-Erfahrungen. Artikel zu dem Thema veröffentlichte Siegel in der Frankfurter Allgemeinen Sonntagszeitung und im Playboy.
Im Februar 2017 erschien Siegels Buch Drei Zimmer, Küche, Porno – Warum immer mehr Menschen in die Sex-Branche einsteigen im Campus-Verlag. Darin geht er auf den grundsätzlichen Wandel mit dem Geschäft der Pornografie ein.

## Bericht über den GSG-9-Einsatz in Bad Kleinen
Siegels am 1. Juli 1993 ausgestrahlter Monitor-Bericht über den GSG-9-Einsatz in Bad Kleinen löste eine Vertrauenskrise der Öffentlichkeit gegenüber den Sicherheitsbehörden aus, da er Zweifel an deren Angaben zu den Geschehensabläufen ergab. Bei dem Einsatz am 27. Juni 1993 sollten die Terroristen der Roten Armee Fraktion Birgit Hogefeld und Wolfgang Grams verhaftet werden. Während Hogefeld im Fußgängertunnel des Bahnhofs der mecklenburgischen Stadt Bad Kleinen festgenommen wurde, flüchtete Grams auf den Bahnsteig 3/4, wo er auf die ihm nacheilenden Beamten schoss und einen tödlich traf, ehe er – selbst von Polizeischüssen getroffen – auf das Gleis 4 fiel und Suizid beging, wie die staatsanwaltlichen Ermittlungen ergaben.
In seinem Bericht präsentierte Siegel die Aussage der Verkäuferin des Kiosks auf dem Bahnsteig 3/4, die das Geschehen aus etwa 20 Metern Entfernung aus dem Kioskgebäude heraus hatte sehen können. Eine von ihr unterschriebene schriftliche Stellungnahme schilderte, wie sich Polizeibeamte dem schon im Gleisbett liegenden Grams genähert hätten: „Der Beamte zielte auf den Kopf und schoss aus nächster Nähe, wenige Zentimeter vom Kopf des Grams entfernt. Dann schoss auch der zweite Beamte auf Grams, aber mehr auf den Bauch oder die Beine. Auch der Beamte schoss mehrmals.“ Damit kam der Verdacht auf, Staatsorgane hätten den bereits wehrlos am Boden liegenden Grams „regelrecht hingerichtet“, wie es der Monitor-Moderator Klaus Bednarz formulierte; „ein ungeheuerlicher Vorgang, der in der Geschichte der Bundesrepublik – zumindest so weit bekannt – nicht seinesgleichen hat“.
Der – inhaltlich haltlose – Bericht führte – im Zusammenspiel mit einem Spiegel-Bericht wenige Tage später – in den folgenden Wochen zu einem Skandal um die beteiligten Sicherheitsbehörden sowie dem Rücktritt des Bundesinnenministers Rudolf Seiters und der Entlassung des Generalbundesanwalts Alexander von Stahl. Die dem Bericht zugrundeliegende Aussage stellte sich jedoch bei der Vernehmung der Augenzeugin durch den Staatsanwalt vier Tage darauf als nicht zuverlässig heraus; sie sagte: „Ich habe das so nicht gesehen. Ich habe nichts von Kopf gesagt. Das Wort ‘Kopf’ fiel nicht einmal aus meinem Mund. … Ich habe zu schnell unterschrieben.“ Sie erklärte, Siegel gesagt zu haben, dass auf den Oberkörper geschossen worden sei; „Herr Siegel sagte, es sei richtig so, es hätte ja auch der Kopf sein können.“ Daher kommt der Aussage der Kioskbesitzerin nach Einschätzung der Staatsanwaltschaft „keinerlei beweiserhebliche Bedeutung mehr zu“, eine Einschätzung, die die verschiedenen Gerichte, die die Ermittlungen straf- und zivilrechtlich überprüften, bestätigten.

## Schriften
- Porno in Deutschland. Reise durch ein unbekanntes Land. Belleville, München 2010, ISBN 978-3-923646-09-8.
- Drei Zimmer, Küche, Porno – Warum immer mehr Menschen in die Sex-Branche einsteigen. Campus, Frankfurt am Main 2017, ISBN 978-3-593-50584-8.